# Glacière de Basse-Terre
La glacière de Basse-Terre est un bâtiment construit au début du XIXe siècle rue L'Herminier à Basse-Terre en Guadeloupe pour le stockage de la glace. Il est inscrit aux Monuments historiques depuis 2002.

## Histoire
D'une capacité de 20 000 kg, la glacière est construite entre 1829 et 1833 par Piollet, Poulain, Pedemonte et Picard. « Construite avec soin en maçonnerie, avec des voûtes en pierres de taille, sa forme est octogonale en dedans et irrégulière en  dehors, à cause de l'escalier et d'un avant-corps bâti à l'extérieur », pour stocker de la glace importée par bateau des États-Unis.
Le bâtiment est inscrit aux Monuments historiques le 26 juillet 2002.